# Mistrzostwa Europy w Podnoszeniu Ciężarów 1914
18. Mistrzostwa Europy w Podnoszeniu Ciężarów odbyły się w Wiedniu od 17 do 18 lipca 1914 roku. W tabeli medalowej tryumfowali Austriacy.    

## Rezultaty
| Kategoria |                 | Wynik    |                   | Wynik    |                    | Wynik    |
| --------- | --------------- | -------- | ----------------- | -------- | ------------------ | -------- |
| −60 kg    | Emil Kliment    | 327,0 kg | Walter Kraal      | 310,0 kg | Theodor Wagenstein | 297,0 kg |
| −67,5 kg  | Josef Schwabl   | 342,0 kg | Peter Prinz       | 320,0 kg | Hugo Gold          | 315,0 kg |
| −75 kg    | Karl Swoboda II | 360,5 kg | Franz Zuba        | 360,0 kg | Josef Kammerer     | 326,0 kg |
| −82,5 kg  | Hans Abraham    | 402,0 kg | Ferdinand Skalnik | 370,0 kg | Adolf Bartasek     | 335,0 kg |
| +82,5 kg  | Franz Trenz     | 415,0 kg | Georg Schrammel   | 398,0 kg | Josef Pung         | 395,0 kg |

## Tabela medalowa
| Poz. | Państwo              |   |   |   | Łącznie |
| ---- | -------------------- | - | - | - | ------- |
| 1    | Cesarstwo Austrii    | 4 | 4 | 5 | 13      |
| 2    | Cesarstwo Niemieckie | 1 | 1 | 0 | 2       |
|      | Łącznie              | 5 | 5 | 5 | 15      |